# شالکهام
شالکهام (به آلمانی: Schalkham) یک شهر در آلمان است که در بایرن واقع شده‌است.

## خصوصیات
شالکهام ۲۲٫۷۱ کیلومترمربع مساحت دارد ۴۳۰ متر بالاتر از سطح دریا واقع شده‌است.